# Miraflores (Viña del Mar)

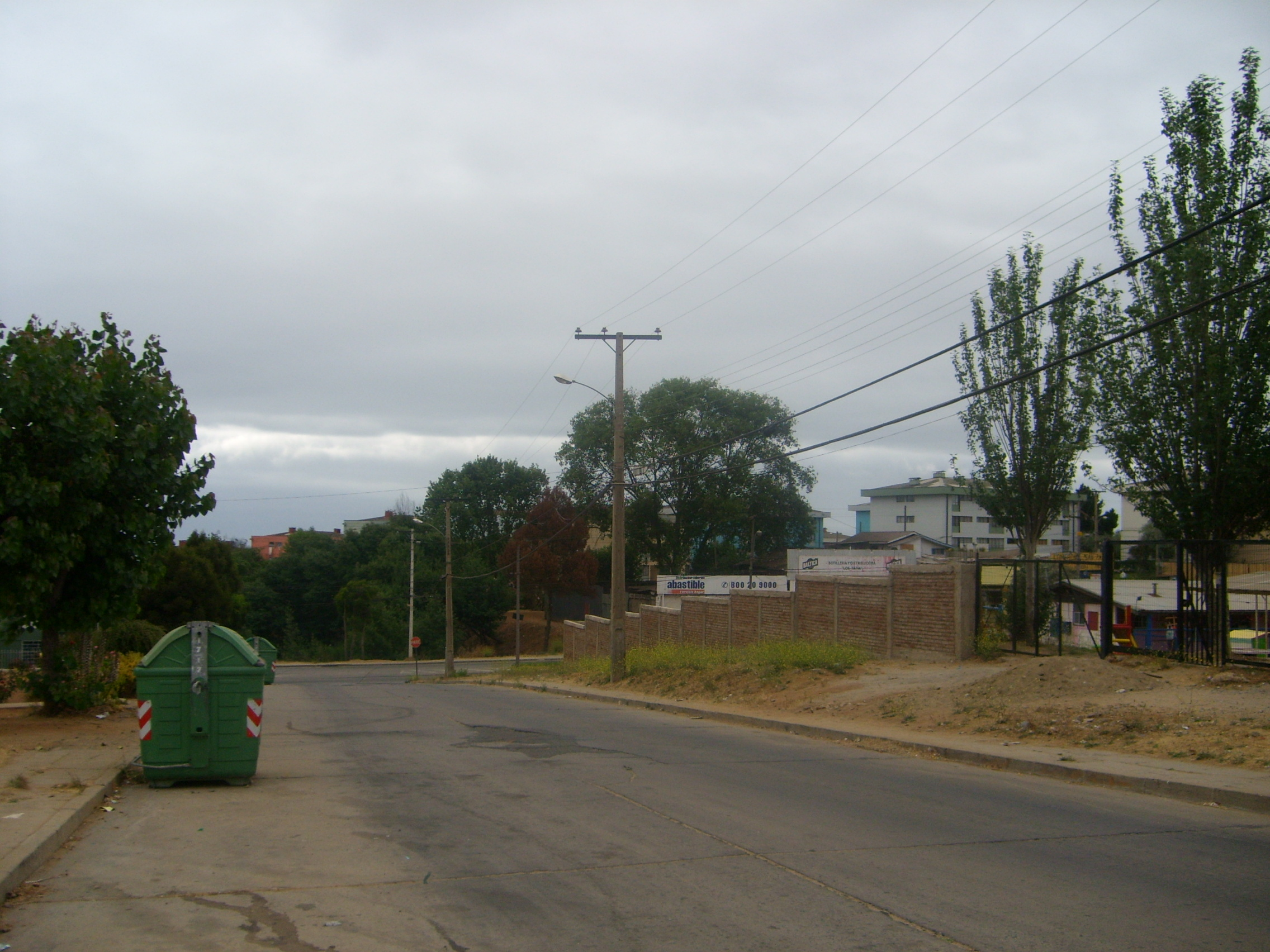
Calle Del Roble en Miraflores Alto

Miraflores es un barrio residencial de la ciudad de Viña del Mar, Chile, ubicado al norte del estero Marga Marga y al oriente de la Población Vergara. Su nombre recuerda a la batalla de Miraflores (1881), parte de la campaña de Lima durante la Guerra del Pacífico.

## Historia
A mediados del siglo xix los deportistas de Valparaíso comenzaron a ocupar los terrenos del Potrero Las Rosas para carreras de caballos y la práctica de otros deportes, hasta la creación en el lugar del Valparaíso Sporting Club, fundado en 1882.
A un costado del Sporting, una sociedad de origen británica comenzó a lotear y planificar calles de un terreno que adquirió en 1912, lo que dio origen al barrio de Miraflores. El núcleo de esta nueva población, también denominado como Miraflores Bajo, se ubicó en torno a una plaza semicircular, y sus calles adoptaron nombres de árboles.
En los años 1930 comenzó la urbanización de la parte alta del barrio, sector conocido como Miraflores Alto, con una población de diversos estratos sociales.
En 2007 fue presentada una propuesta para declarar como Zona Típica a parte del barrio.